# プソウ駅
プソウ駅（プソウえき、アブハズ語: Ҧсоу、グルジア語: ფსოუ、ロシア語: Псоу）は、アブハジア共和国またはアブハジア自治共和国のガグラレセリゼ地区（ギャクリプシュ地区）にあるアブハジア鉄道線の駅である。

## 歴史
- 1992年 - 開業。
- 1998年 - プラットホームが嵩上げされる。

## 駅構造
単式ホーム1面1線を有する地上駅。当駅はロシア方面から入るとアブハジア最初の駅であるが、アブハジアの入国審査及び出国審査などは当駅から2駅スフミ方面にあるサンドリプシュ駅で行われる。無人駅であり、駅舎は設置されていない。また、当駅には貨物列車も含めて全ての列車が停車せず、事実上の休止状態となっている。

## 画像

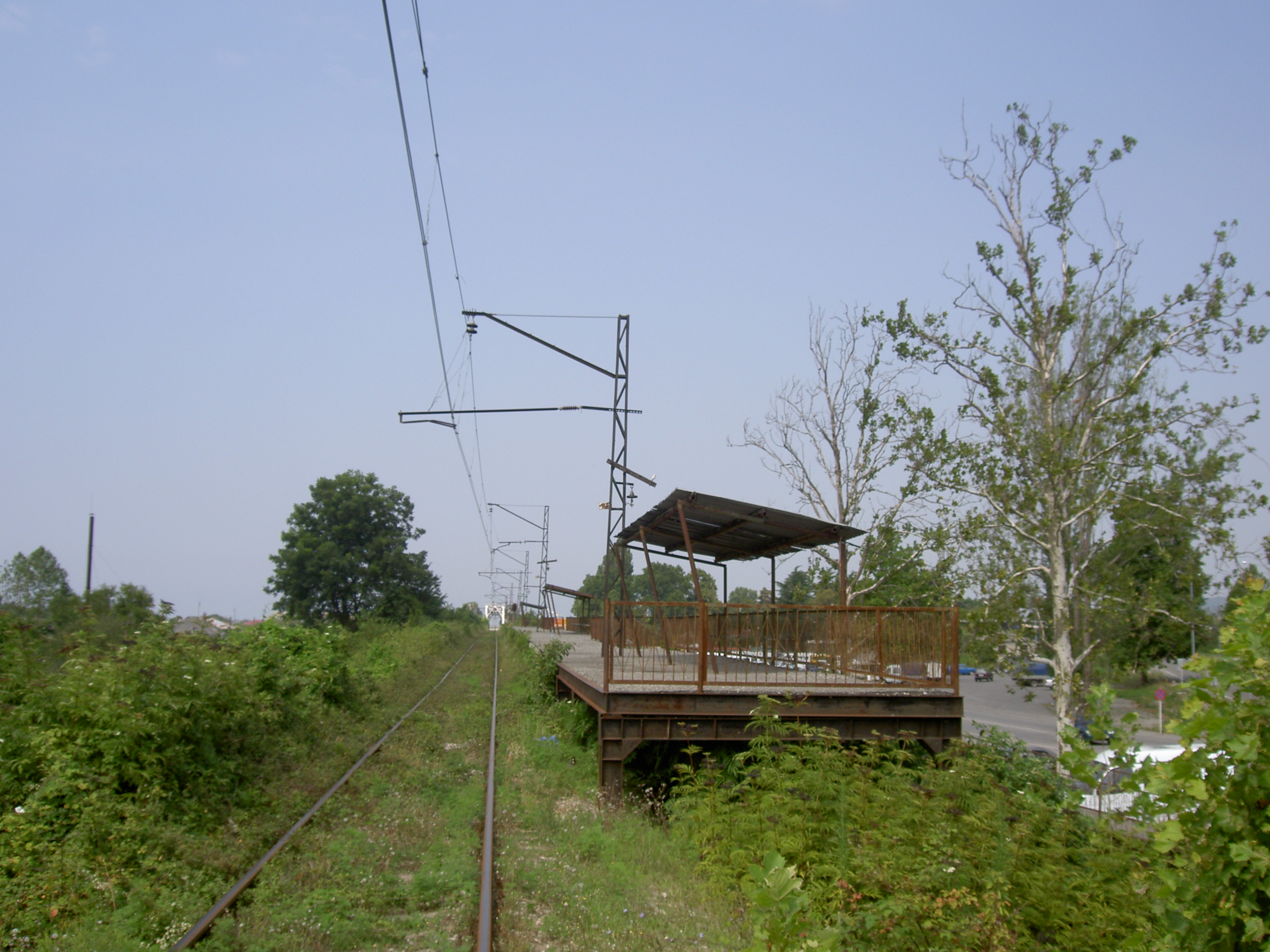
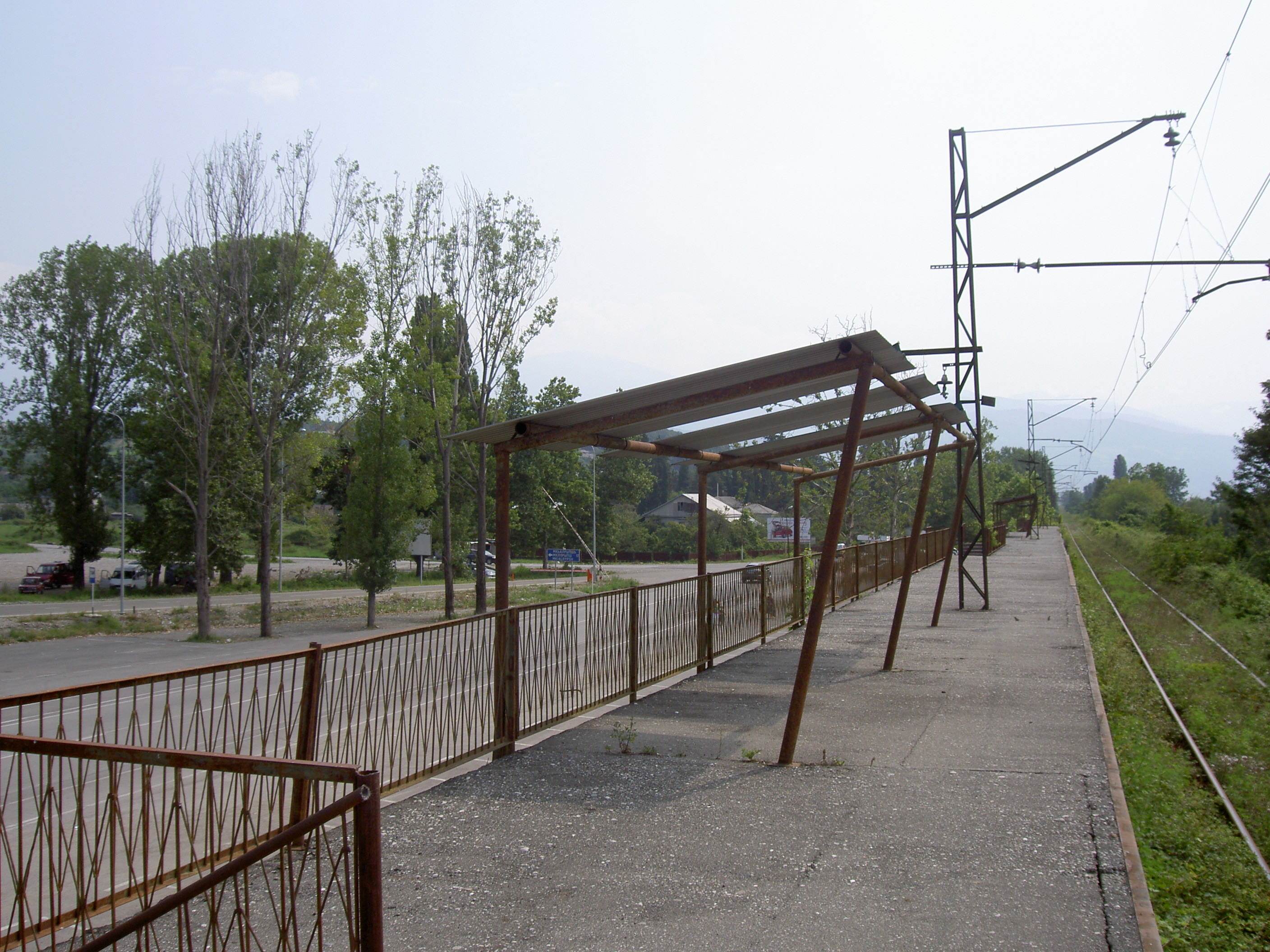
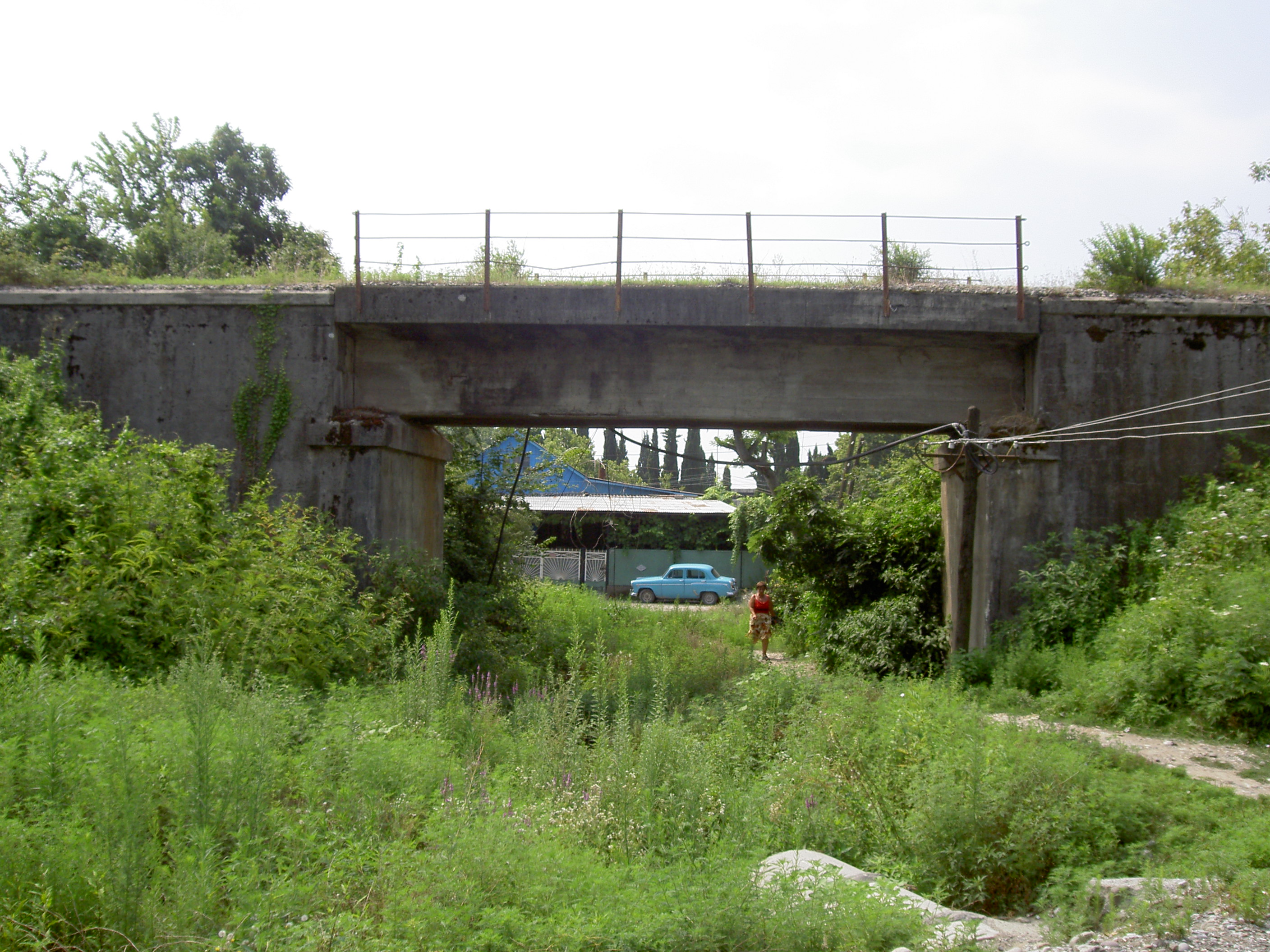

## 隣の駅
ロシア鉄道
アブハジア鉄道線
ヴェショロエ駅 - プソウ駅 - ギャクリプシュ駅